# Escola Artística António Arroio
A Escola Artística António Arroio é uma escola do ensino secundário artístico especializado, localizada no Bairro do Alto de São João, na cidade de Lisboa. Os seus cursos abrangem áreas muito diversificadas como: de comunicação audiovisual (fotografia, vídeo, som e multimédia), design de comunicação (design gráfico e multimédia), produção artística (têxteis, realização plástica do espectáculo, cerâmica, ourivesaria, gravura/serigrafia) e design de produto (equipamento). Para esse fim, dispõe de oficinas, estúdios e laboratórios adequados à prática de cada uma dessas áreas.  

## História
A Escola Artística António Arroio tem como patrono António José Arroyo (1856-1934) que, para além da sua carreira técnica como engenheiro, foi autor de obras sobre literatura, música, artes plásticas e sobretudo inspetor e estudioso devotado ao ensino técnico e à arte aplicada que então neste se enquadrava.
A génese da escola remonta a 1919, ano em que foi fundada a Escola de Arte Aplicada de Lisboa.“(…) um princípio de especialização já deve ser aqui introduzido; diz respeito aos alunos que pretendem dedicar-se a qualquer arte industrial. Para esses alunos exige-se o curso geral da Escola Industrial e os alunos em vez de seguirem para o grau complementar inscrevem-se numa escola especial destinada a produzir artistas das artes industriais e que se denomina Escola de Arte Aplicada, onde ao lado do desenho especializado, têm a prática oficinal respectiva” 1. Com esta disposição legal se constituiu o mote para a construção, na capital, de uma escola exclusivamente “destinada ao ensino especializado das artes industriais”. Com Roque Gameiro na direção, desenvolveu-se este ensino por onze anos, pois que em 1930, mercê da sua reduzida frequência e da implementação de uma nova “organização do ensino técnico profissional” 2, foi a escola decretada extinta e o seu ensino integrado (em secção) numa escola industrial (a Fonseca Benevides) até 1934, ano em que, por força do acréscimo de alunos matriculados “e pela sua natureza, independente dos restantes cursos” 3, se entendeu necessário recriar a escola de arte aplicada.
Foi justamente neste ano, o da morte do inspetor que tanto se interessara pelo ensino autónomo da arte aplicada, que se fundou, com o seu nome, a Escola Industrial António Arroio (arte aplicada), sedeada num edifício situado na rua Almirante Barroso (junto ao então liceu Camões) que havia sido construído para a escola de cerâmica António Augusto Gonçalves (fundada em 1924) 4 que naquela se veio a fundir. Dirigida por Falcão Trigoso, a formação ministrada (em cinco anos) contemplava as áreas profissionais de cerâmica, cantaria, cinzelagem, talha, desenho litográfico, lavores femininos, e ainda habilitação às escolas de belas artes.
Com a reforma do ensino técnico de 1948, a escola passou a designar-se Escola de Artes Decorativas António Arroio e sob a direcção de Rogério de Andrade, e pouco depois (a partir de 1953) de Lino António, foram introduzidos novos planos de estudo, podendo os alunos sair diplomados nos cursos da secção preparatória às belas artes, de desenhador gravador litógrafo, de pintura decorativa, de escultura decorativa, de cerâmica decorativa, de cinzelagem e de mobiliário artístico. Mercê do forte incremento da frequência escolar, o espaço do edifício veio a revelar-se exíguo, havendo que desdobrar o ensino por uma secção (que funcionou na Escola Preparatória Manuel da Maia em 1964/65 e na Escola Industrial Marquês de Pombal entre 1965 e 1970), e simultaneamente, tratar do projeto de um novo edifício. Com a conclusão, em 1970, das novas instalações situadas na rua Coronel Ferreira do Amaral, a escola mudou-se finalmente para o local que ainda hoje ocupa.
Pouco depois, em 1971, foi implementada a reforma de que resultou a reformulação dos cursos gerais (trienais) e a introdução dos cursos complementares (bianuais) vocacionados para o acesso ao ensino superior. Já com Arnaldo Louro de Almeida na direção, os cursos de artes visuais foram organizados nas áreas de equipamento e decoração, artes do fogo, artes gráficas, imagem e artes dos tecidos.
Com a revolução de Abril de 1974 e a decorrente extinção formal do ensino técnico-profissional, foram suprimidos os cursos vigentes e criados os cursos unificados (de ciclo trienal) em todas as escolas liceais e técnicas, que então foram designadas de secundárias. Como tal, também a nossa foi regularizada, passando a designar-se Escola Secundária António Arroio. Em 1980 foi criado o 12.º ano estruturado em duas vias: uma vocacionada para o prosseguimento de estudos e outra orientada para a vida ativa, formando técnicos de artes gráficas, meios audiovisuais, design cerâmico e metais, equipamento e desenhador têxtil. Três anos mais tarde foram criados os cursos técnico-profissionais e profissionais: os primeiros, ministrados em três anos, funcionaram no âmbito das áreas artísticas já tradicionais e os segundos, apenas de um ano (a partir do 9.º ano de escolaridade), desenvolveram-se nas áreas da cerâmica e das artes gráficas.
Mais recentemente, já em 1993, partindo da lei de bases do sistema educativo e de legislação subsequente que estabelecia a organização da educação artística, foi finalmente possível recuperar para o nome da escola a evocação do carácter artístico do ensino que sempre a distinguiu, consagrando-a naquela que é a sua atual designação: Escola Artística António Arroio. Por portaria desse ano foram instituídos oito cursos: dois deles (cursos gerais I e II), predominantemente orientados para o prosseguimento de estudos no ensino superior, e os restantes seis (nas áreas da comunicação gráfica, comunicação audiovisual, ourivesaria e metais, cerâmica, têxtil e equipamento), vocacionados para o ingresso na vida ativa. Por portaria de 1998, os dois cursos gerais foram fundidos num único e os restantes, após terem sido ligeiramente ajustados, prosseguiram genericamente com a mesma matriz curricular.
Com o processo de revisão curricular iniciado no ano letivo de 2004/05, foram implementados quatro cursos – produção artística, comunicação audiovisual, design de comunicação e design de produto – em cujos planos de estudo continua a ser preponderante a componente de formação técnico-artística. Já mais recentemente, foi introduzido, na escola, o ensino do curso científico-humanístico de Artes Visuais que procura responder às solicitações de todos aqueles alunos que, perspetivando tão só o prosseguimento de estudos no ensino superior artístico, não aspiram pela qualificação profissional imediata de nível IV que é proporcionada pela formação adquirida nos quatro cursos de ensino artístico especializado.
Para dar resposta ao aumento constante da procura por parte dos alunos, foi o edifício escolar projetado, em 2009, para ser integralmente remodelado. Com a conclusão da segunda fase da construção em curso, o edifício escolar terá quase duplicado a sua área de construção. Para além das salas de aula, oficinas, laboratórios, estúdios, ginásios, campos de jogos e inúmeros espaços de trabalho para docentes que já se encontram em uso, a escola disporá ainda de excelentes instalações para um bar, um refeitório, dois ateliês, uma biblioteca, uma galeria de exposições e ainda um auditório.
Em 2012 uma grande mudança se deu no sistema de ensino disponibilizado pela escola, pela primeira vez a formação cientifico-humanística de artes visuais fundiu-se com a formação de especialização artística. A partir de agora todos os alunos teriam a oportunidade de experimentar todas as áreas da especialização artística no âmbito da disciplina de Projeto e Tecnologia, para posteriormente (no final do 10º ano) escolherem que área pretendem prosseguir - área essa que seria explorada nos últimos dois anos do ensino secundário, uniformizando assim o ensino em toda a escola.
Ultrapassando largamente o âmbito educativo fundado no núcleo central de formação curricular, a escola continua a promover múltiplas atividades culturais consentâneas com a natureza do seu projeto educativo, como sejam, conferências, encontros, seminários,workshops, cursos livres, complementos de formação e exposições. Afirmando-se como espaço aberto à criatividade e inovação, a António Arroio (como normalmente é conhecida) continua a revelar-se como espaço de aprendizagem onde os alunos desenvolvem livremente a imaginação e a capacidade criativa, cultivam o direito à diferença e alcançam competências que os tornam geralmente capazes, quer para o prosseguimento de estudos no ensino superior, quer para o exercício de atividades várias no campo artístico.
Em 2019 comemorou o seu centésimo aniversário.

## Polémica nas obras da Parque Escolar
Em 2010 foram realizadas obras, orçadas em 21 milhões de euros, no âmbito do programa de modernização das escolas secundárias a cargo da empresa pública Parque Escolar. Na sua auditoria à Parque Escolar, a Inspecção-Geral de Finanças dava conta de que, no final de Agosto de 2011, o atraso na empreitada da António Arroio, por comparação ao prazo inicialmente previsto, já ultrapassara os 265 dias. Erros nas obras da Parque Escolar levaram a problemas de infiltração de água no ginásio e balneários levaram a escola a suspender as aulas de Educação Física em 2013. É necessária a realização de novas obras para as quais a empresa pública Parque Escolar terá de lançar outro concurso.
Ainda no ano de 2021, 11 anos após o início das obras, os estudantes carecem ainda de um refeitório, biblioteca dedicada, auditório, aquecimento e muitos outros equipamentos considerados essenciais para o bom funcionamento de uma escola.

## Antigos alunos
- Joana Vasconcelos, artista plástica;
- Margarida Cardoso, realizadora;
- Ilda Reis, artista plástica (ex-mulher de José Saramago);
- Isabel Laginhas, artista plástica;
- Rui Chafes, escultor e artista plástico;
- Ricardo Carriço, ator;
- Pedro Morais, artista plástico;
- Júlio Pomar, pintor;
- João Abel Manta, arquitecto, ilustrador e pintor;
- Querubim Lapa, pintor;
- Teresa Ferreira, produtora cinematográfica;
- António Inverno, artista plástico;
- Maria João Luís, atriz;
- Armando Baptista-Bastos, escritor;
- Bárbara Virgínia, cineasta;
- José Escada, pintor;
- António Costa Pinheiro, pintor;
- Cruzeiro Seixas, poeta;
- Mário Cesariny, poeta.
- José Maria S. Pereira, escultor
- Fernando Lemos, fotógrafo surrealista
- Arnaldo Louro de Almeida, pintor e professor
- Fernando Louro de Almeida, escultor e professor
- Júlio Pomar, pintor
- Valter de Matos, criador d'OS POSITIVOS
- Laura Carreira, realizadora

## Antigos professores
- Maria Velez, pintora
- Dorita de Castel-Branco, escultora
- Arnaldo Louro de Almeida, pintor
- Fernando Louro de Almeida, escultor
- Celestino Augusto Tocha, escultor
- Morais David, pintor
- Jorge Pinto, pintor
- Querubim Lapa, ceramista
- Lino António da Conceição, pintor
- Margarida Tamagnini, pintora (ensinava História de Arte)
- Rocha Casquilho, arquitecto (ensinava Desenho de Projecções e Perspectiva)
- Marcelo Moreira de Sousa, arquitecto
- Ricardo Paraíso, engenheiro (ensinava Química aplicada)
- Armando Cardoso, engenheiro (ensinava Geometria Descritiva)
- Cipriano Dourado, gravador
- Lino António, Pintor (director nos anos 40-50)
- Rogério Ribeiro, gravador
- José Pedro Dias, escritor
- Aldina Costa, ceramista
- João Tavares, pintor